# Magyar Fejedelemség
A Magyar Fejedelemség, egyesek szerint Magyar Nagyfejedelemség az első államnak tekintett alakulat volt a Kárpát-medence területén, amelyet a honfoglalás után, 895 környékén alapítottak meg, és amelynek állami mivolta az egy évszázados léte folyamán fokozatosan alakult ki. Egészen a Magyar Királyság megalapításáig, 1000-ig állt fenn, amely uralkodóháza révén ennek jogutódja. Mindkét államalapítási esemény ugyanahhoz a dinasztiához kötődik, az első Árpád fejedelem, a második I. István király személyében.

## Vérszerződés
Az első magyar fejedelemnek Álmost tekintik, akinek születését így írja le Anonymus, Béla király jegyzője, a Magyarok cselekedeteiről (Gesta hungarorum) című krónikájában:
„Eleud filius Vgeg ex filia Eunodbilia in Scytia genuit filium, qui nominatur Almus ab eventu, quia mater eius in sompno innotuerat avis quasi in forma austuris veniens, dum esset gravida, et quod de utero eius egrederentur torrens ac in terra non sua multiplicaretur. Ideoque factum fuit, quod de lumbis eius gloriosi reges propagarentur. Quia vero sompnium in lingua nostra dicitur alm, et illius ortus per sompnium fuit prenosticatus, ideo ipse vocatus est Almus qui fuit Eleud, qui fuit Vgeg, qui fuit Ed, qui fuit Chaba, qui fuit Ethele […]” 
Pais Dezső fordításában: 
„Eleud, Ugek fia Szkítiában Eunodbilia leánytól egy fiút nemzett, kit Álmosnak neveztek el arról az eseményről, hogy anyjának álomban úgy tűnt, egy madár, héja formájában jőve, őt teherbe ejtette, és hogy méhéből egy sebes patak indult meg, de nem a saját földjén sokasodott meg. Ezért történt, hogy ágyékából dicső királyok származnak. Mivel pedig a sompniumot nyelvünkön alm-nak mondják, és hogy maga a születés álom által volt előre bejelentve, ezért hívták őt magát Álmosnak, ki volt Eleud, ki volt Ugek, ki volt Ed, ki volt Csaba, ki volt Etele […] fia.”

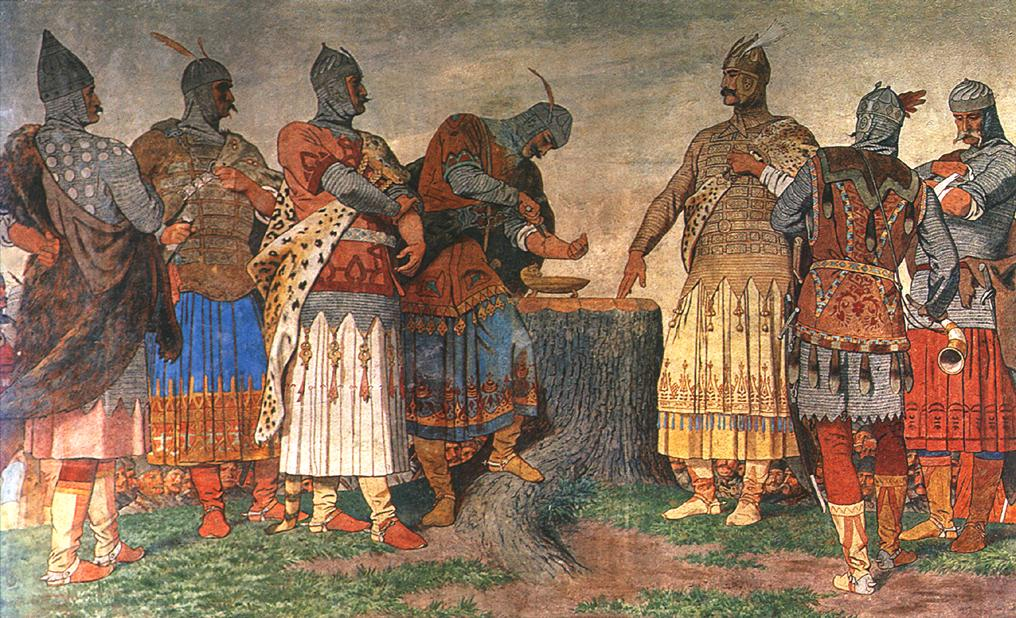
Székely Bertalan: A Vérszerződés

Anonymus (Magistri P. Belae regis notarii) a krónikaíró, feltehetően III. Béla magyar király jegyzője volt. Az általa írt történetben a vérszerződés eseménye volt a kiindulópontja a magyar törzsek honfoglalásának, amely Álmos vezérré választásakor, a magyarok akkori szállásterületének megváltoztatásának időpontjában történt a 9. században. A szerződés pontos tartalmára és lefolyására vonatkozóan azonban csak a később készült krónikák és a magyar nép körében ismert mondák, regék és szájhagyomány állnak rendelkezésre.
Anonymus szerint a honfoglalás előtt „Szkítiában” hét fejedelmi férfi kötött szövetséget:
- Álmos, Árpád apja
- Előd, Szabolcs apja, „akitől a Csák nemzetség származik”
- Kend (Kond, Kund), „Korcán (Kurszán) apja”
- Ond, Ete apja, „akitől a Kalán nemzetség és a Kölcse nemzetség származik”
- Tas, Lél (Lehel) apja
- Huba, „akitől a Szemere nemzetség származik”
- Tétény (Töhötöm), Horka apja, „a Horkának fiai voltak Gyula és Zombor, akiktől a Maglód nemzetség származik”

Bíborban született Konstantin pedig így ír a törzsekről:
Prima a Chazaris evulsa haec Cabarorum gens est, quam dixi, secunda Nece, tertia Megere, quarta Curtugermati, quinta Tariani, sexta Genach, septima Care, octava Case.
Moravcsik Gyula fordításában:
Első a kabaroknak a kazároktól elszakadt, előbb említett törzse, második a Nyekié, harmadik a Megyerié, negyedik a Kürtügyermatué, ötödik a Tarjáné, hatodik Jeneh, hetedik Kérié, nyolcadik Keszié.
Anonymus, így írt a Gesta Hungarorum című krónikájában a vérszerződés előzményeiről és lefolyásáról:
Szcítia földje túlontúl megtelt az ott született népek sokaságával… Akkor a választásuk arra esett, hogy majd Pannónia földjét keresik fel. Erről ugyanis a szállongó hírből azt hallották, hogy az Attila király földje, akinek az ivadékából Álmos vezér, Árpád apja származott. Ámde a hét fejedelmi személy közös és igaz értelemmel belátta, hogy a megkezdett útnak végére nem járhat, hacsak vezér és parancsoló nem lesz felette. Tehát a hét férfiú szabad akarattal és egyetértéssel vezérül és parancsolóul választotta magának, sőt fiai fiainak is a végső nemzedékig Álmost… Majd a fent említett férfiak mindegyike Álmos vezérért - pogány szokás szerint - saját vérét egy edénybe csorgatta, s esküjét ezzel szentesítette.
…Akkor közakarattal Álmos vezérnek ezt mondták: »A mai naptól kezdve téged vezérünkké és parancsolónkká választunk, s ahova a szerencséd visz, oda követünk téged…

## Honfoglalás, a Fejedelemség alapítása
Az Úr megtestesülése után hatszázhetvenhetedik évben, száz évvel Attila király halála után nyelvén magyarok vagy hunok, latinul pedig ungarusok, III. Constantinus császár és Zakariás pápa idejében ismét benyomultak Pannoniába. Áthaladtak a besenyők, fehér kunok országán, Szuzdálián és a Kijev nevű városon, majd a hegyeken át valamely tartományba érkeztek, ahol számtalan sok sast láttak; itt meg nem maradhattak a sasoktól, mert azok úgy ellepték a fákat, mint a legyek, elemésztették vágómarháikat, sőt még lovaikat is; azt akarta ugyanis Isten, hogy minél hamarább szálljanak le Magyarországba. Azon túl három hónapig ereszkedtek le a hegyekből, és eljutottak Magyarország, illetve Erdőelve határára; nem tetszett ez az említett népeknek. Itt hét földvárat építettek, ott őrizték feleségeiket és jószágaikat; egy ideig ott maradtak, azért nevezik azt a részt a németek mai napig Siebenburgnak vagyis Hétvárnak.

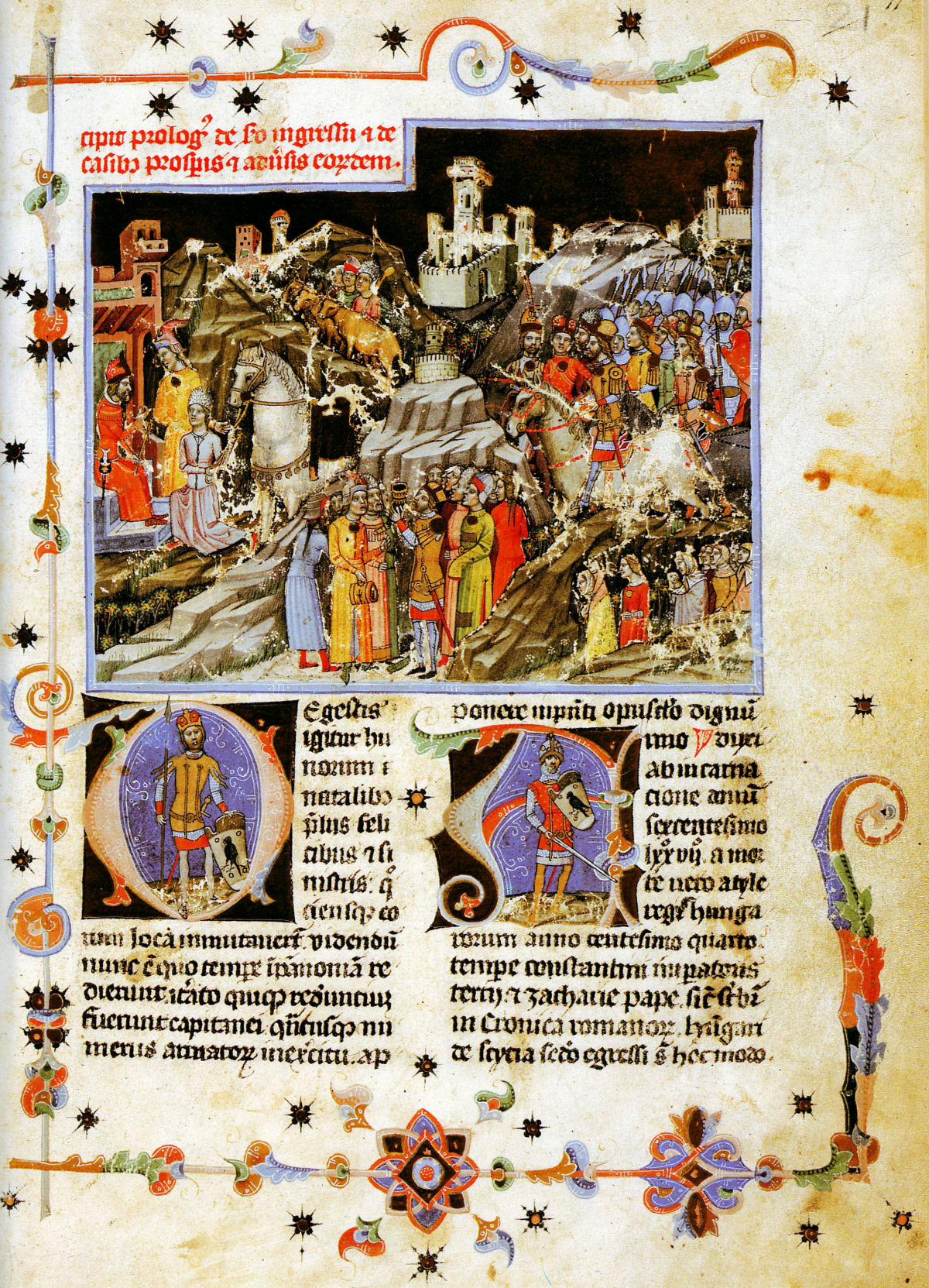
A Képes krónika 21. lapja. A felső nagy miniatúra a magyarok bejövetelét Pannóniába, a "D" iniciálé bizonytalan, hogy Elődöt, vagy Árpádot, az "A" iniciálé szintén bizonytalan, hogy Álmost, vagy Árpádot ábrázolja

Honfoglalás kori zászló

Habár László Gyula történész szerint a magyarság két lépcsőben foglalta el a Kárpát-medencét, a legelterjedtebb, hagyományos nézet szerint a magyarok egy lépcsőben szállták meg a Kárpát-medencét. 
Egymáshoz időben közeli forrásban a Konstantin-legendában és a Szent Bertin Évkönyvben is szerepel a magyarok népére való hivatkozás, az Ungri népnév, 881-ben pedig már az Ungrik társaságában a kavarok is részt vettek a kalandozó hadjáratokban.
A honfoglaló törzsek eszerint 895 táján telepedtek meg a Kárpát-medence alföldi területein. Bíborbanszületett Konstantin a Bulcsú harka vezetésével nála járt magyar küldöttség elmondása alapján azt írja, hogy a magyarok első vezetője, a fejedelem (arkhón) mellett két fontos tisztség volt, a nagyobbik rangú gyila és a kisebbik rangú karha. 
A magyarokat jól ismerő VI. León bizánci császár ezt írta: „Ez a nép tehát, mint amely egy fő alatt áll, feljebbvalóitól kemény és súlyos büntetéseket szenved elkövetett vétkeiért, s mint amelyet így nem szeretet, hanem félelem tart féken, a fáradalmakat és nehézségeket derekasan tűri, dacol a hőséggel és faggyal és a szükségesekben való egyéb nélkülözéssel, lévén nomád nép.”

Honfoglalás kori címer

Történészek szerint a honfoglaló magyar törzsszövetség élén kazár mintára két fejedelem állt: a kende és a gyula.
Tudnivaló, hogy Árpád, Turkia nagy fejedelme négy fiat nemzett: elsőnek Tarkacsut, másodiknak Jeleget, harmadiknak Jutocsát, negyediknek Zoltánt. Tudnivaló, hogy Árpád első fia, Tarkacsu nemzette fiát, Tevelit, a második fiú, Jeleg nemzette fiát, Ezeleget, a harmadik fiú, Jutocsa nemzette fiát, Falicsit, a mostani fejedelmet, a negyedik fiú Zoltán nemzette fiát, Taksonyt.Tudnivaló, hogy Árpád fiai mind meghaltak, de unokái, Fali, Tasi és Taksony életben vannak
Ekkoriban I. Szvatopluk morva fejedelem fiainak birodalma már széthullóban volt, ami megkönnyítette a dolgukat. 902-re a Kárpát-medence egész területét irányításuk alá vonták, bár az állataik miatt főként az Alföld, Mezőföld, Kisalföld, Csallóköz és Szerémség területein telepedtek le, ahol megfelelő minőségű legelők álltak rendelkezésre. E nézet szerint az itt lakó, főleg avar és szláv eredetű népek nem éltek túl sűrűn a vidéken és pár emberöltő alatt beolvadtak az új jövevények társadalmába. Ha földművelésben nem is, állattartásban valószínűleg volt mit tanulniuk a magyaroktól, akik ridegtartással, téli takarmányozás nélkül nevelték állataikat a hódítással létrehozott steppei birodalomban.
A magyar fennhatóság a Kárpát-medence területén nyugat felé megközelítette az Enns folyó vidékét. A magát fenyegetve érző Keleti Frank Királyság döntő csapást  akart mérni a fenyegető magyarokra, hogy megsemmisítse, vagy jelentősen visszaszorítsa őket a korábbi frank fennhatóság alatt álló területekről. A  907. július 4. és 7. között Pozsonynál megvívott csata a magyarok győzelmével végződött.

## Kalandozások

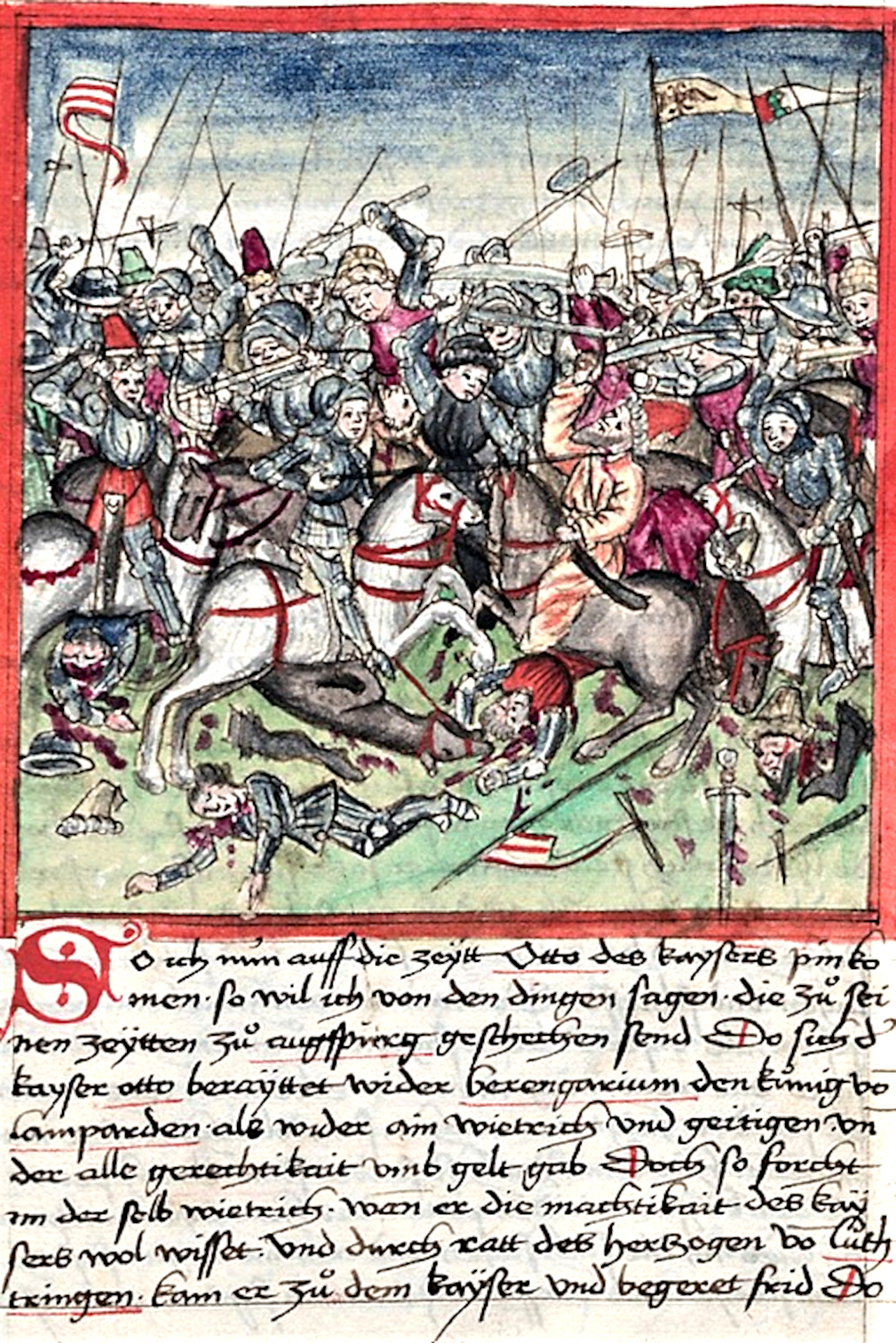
Az augsburgi csata Hektor Mülich(1415-1490) illusztrációján

A 9. század végén, 10. század elején a Kárpát-medencében letelepedő magyar törzsi társadalom vezetői, fegyveres kíséretük fenntartásának céljából, részben zsákmányszerzés végett, legtöbbször a kor európai hatalmaival szövetségében indítottak a korban támadó háborúkat, melyeket a magyar történetírás „kalandozó hadjáratoknak” nevez. 
Ügyesen kilesik a kedvező alkalmakat és ellenségeiket nem annyira karjukkal és haderejükkel igyekeznek leverni, mint inkább csel, rajtaütés és a szükségesekben való megszorítás útján. …
Sok gondot fordítanak rá, hogy gyakorolják magukat a lóhátról való nyilazásban is. Követi őket  nagy csapat ló, mén és kanca is, részint táplálékul és tejivás végett, részint pedig sokaság látszatának keltése végett
A bizonytalan, sokszor anarchikus bel- és külpolitikán felülemelkedni kívánó nyugat-európai uralkodók szívesen alkalmazták zsoldosként az Európa-szerte rettegett magyar harcosokat ügyeik rendezésére. Végül ez vezethetett a Kárpát-medencébe vissza-visszatérő magyarok harcmodorának kiismeréséhez, melyet az első vereségek közvetlen okaként tartunk számon.
A kalandozó hadjáratok történetének egyik legjelentősebb ütközete 955. augusztus 10-én zajlott az Augsburg melletti Lech-mezőn a magyar és német seregek között, és a magyarok vereségével végződött.

## Államalapítás

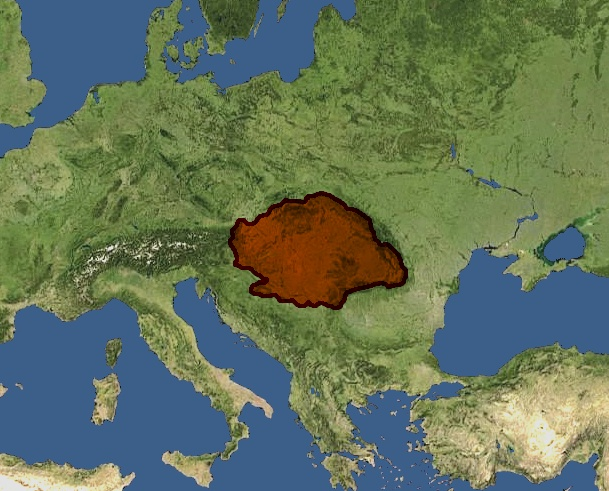
A magyar Fejedelemség kiterjedése 1000 körül

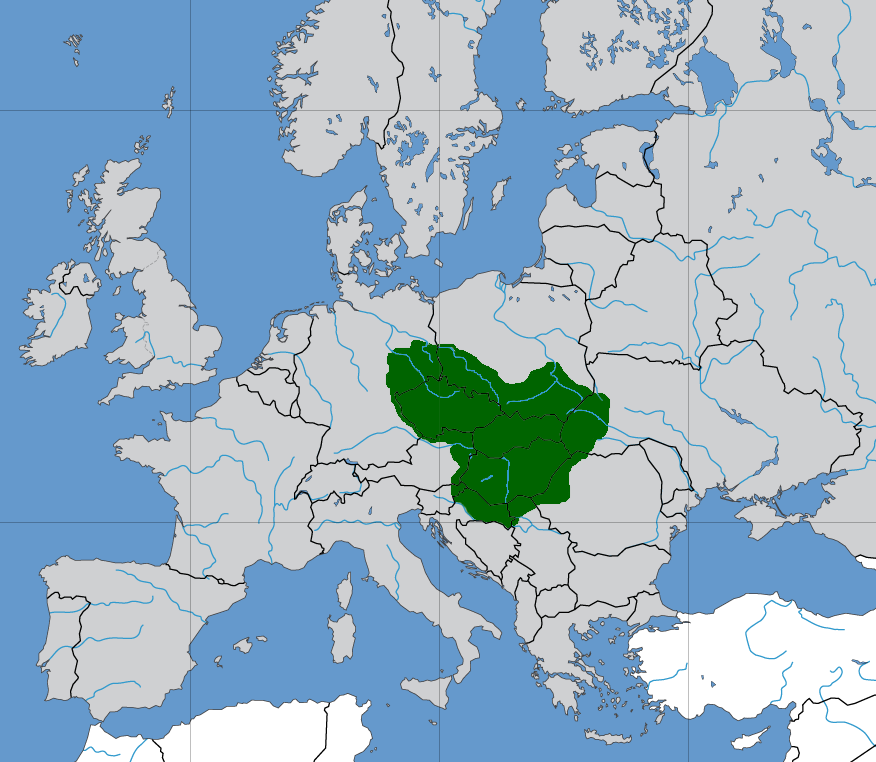
Szvatopluk birodalmának, Nagymoráviának feltételezett kiterjedése a 9. században a magyar honfoglalásig

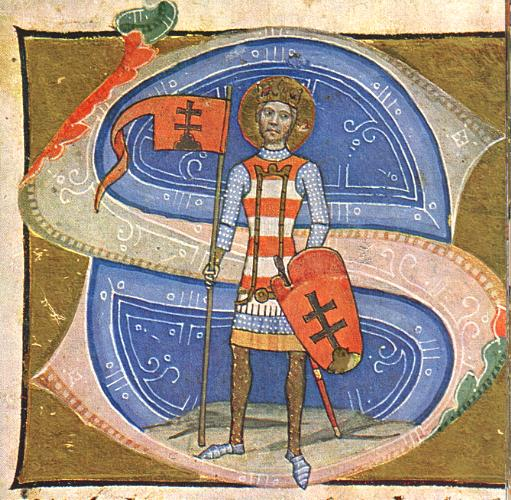
István hadi öltözetben, Képes krónika

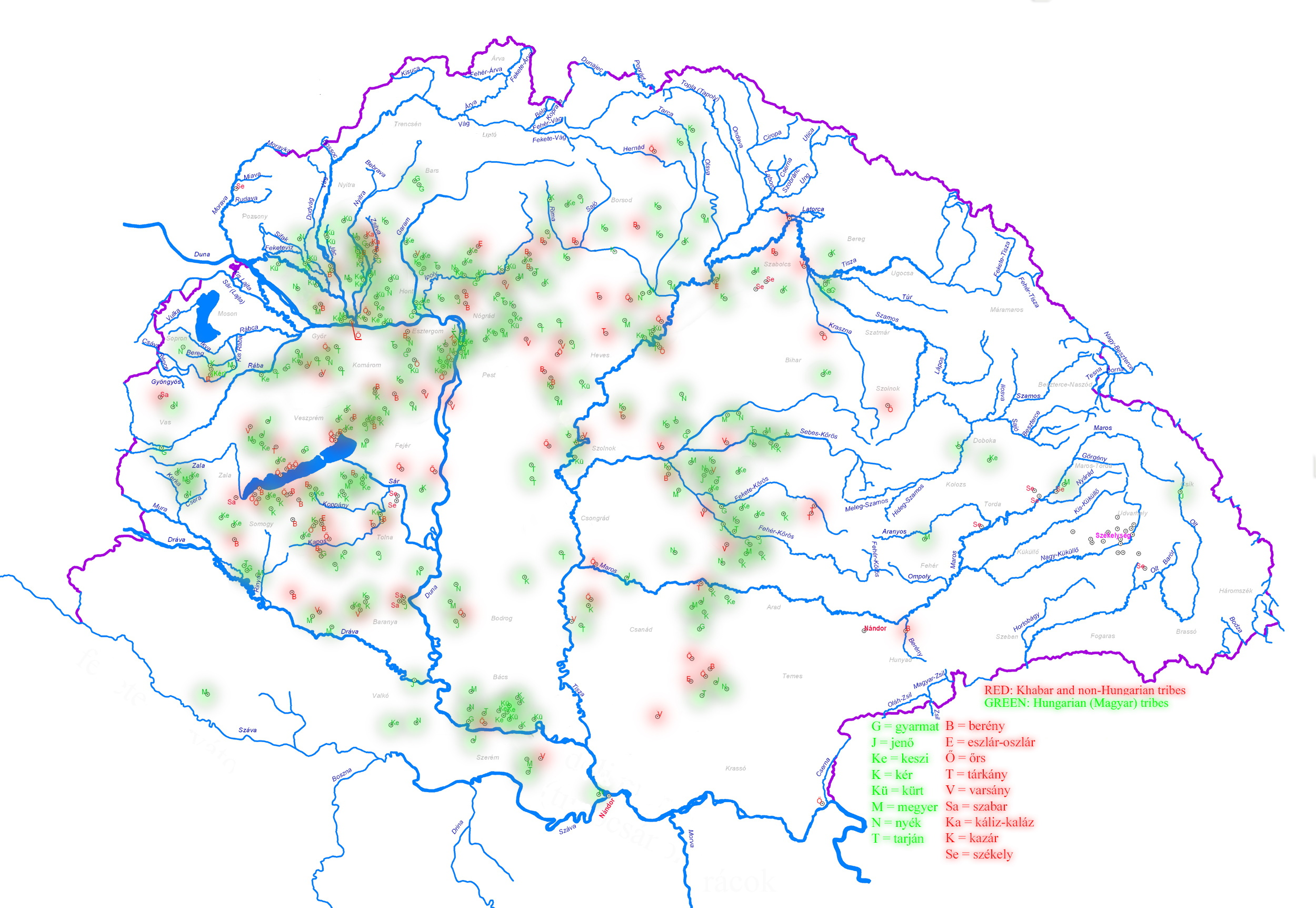
A honfoglaló magyar törzsek szállásterületei

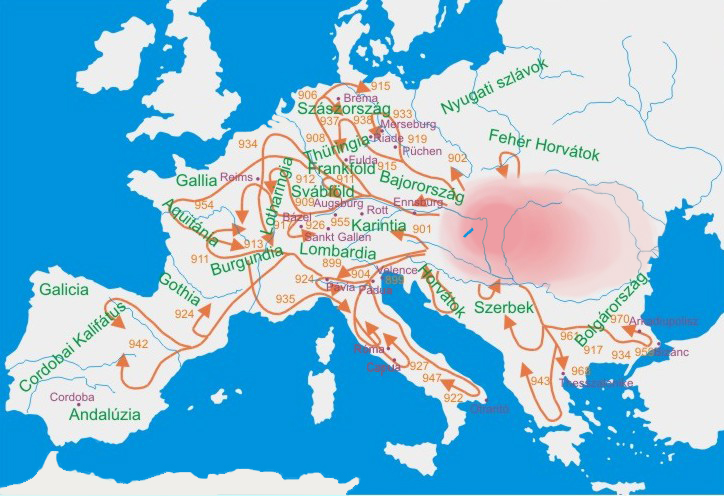
A magyarság kalandozó hadjáratai Európában a 10. században

Géza fejedelem Bizánc helyett a nyugat-európai államokhoz hasonlóan Róma felé fordult és a római rítusú egyházszervezetet honosította meg a fejedelemségében, 973-ban követeket küldött a német-római császárhoz, I. Ottóhoz, és római keresztény papokat, hittérítőket kért tőle. Géza nagyfejedelem időben felismerte a magyarság európai állammá alakulásának lehetőségét és szükségességét. Ez a felismerés arra, sarkallta, hogy fia nevelését és oktatását a fejedelmi udvarába érkező római papokra bízza, akik fiát István néven meg is keresztelték. Hartvik püspök legendája szerint Istvánt Adalbert prágai püspök nevelte, megkeresztelése is az ő nevéhez fűződik valamint valószínűleg István házasságát is ő hozta tető alá Gizella bajor hercegnővel. Géza az öröklésben a hagyományos seniorátus (a nemzetség legidősebb élő férfi tagjának öröklési joga) helyett a keresztény-germán primogenitúrát (az elsőszülött fiú öröklési joga) akarta érvényesíteni.
Géza halála után a pogányok támogatását élvező Koppány vezér következett volna a fejedelmi trónon. Koppány Tar Szerénd fia, aki Géza másodunokatesvére és Árpád egyik fiának Tarkacsunak az unokája. István anyjával, Saroltával – levirátust akart megvalósítani, s a főhatalomért folyó versengést fegyverrel kellett eldönteni. István ezért német segítséggel legyőzte. 1000 és 1001 évfordulóján, karácsonykor II. Szilveszter pápától koronát kapott és Esztergomban vagy Székesfehérvárott királlyá koronáztatta magát. Akkoriban ugyanis karácsonytól számították az újévet. Ezzel megszületett a keresztény Magyar Királyság, amely több mint kilenc évszázadig állt fenn a Kárpát-medence területén. A magyarság ettől az eseménytől kezdve az „államalapító” István személyében nem egyszerűen az első magyar uralkodót vagy a katolikus egyház egyik szentjét tisztelte, hanem elsősorban azt a mitikus őst, akitől a magyar királyok hatalma és az alattvalók jogai erednek.

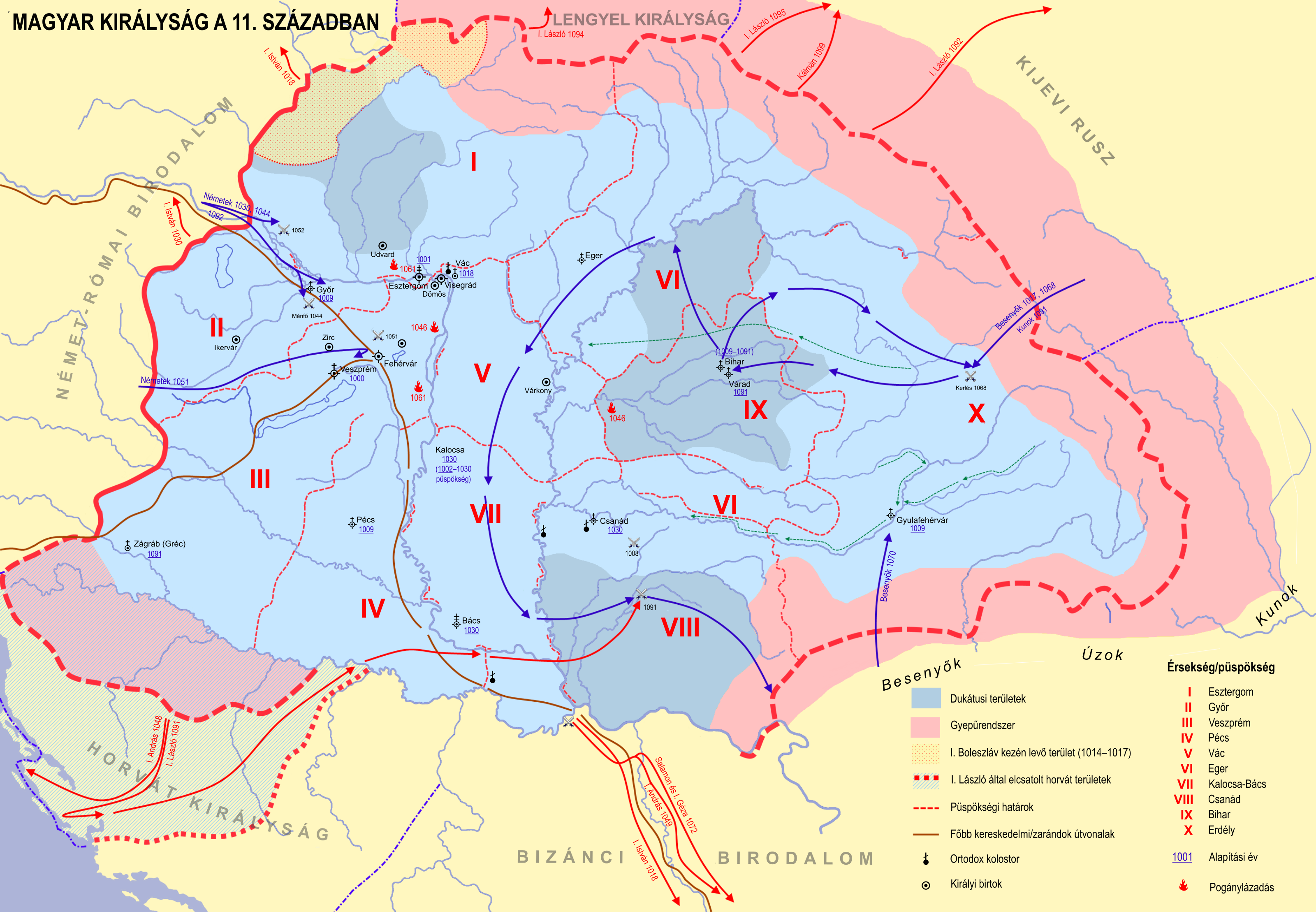
A Magyar Királyság területe a 11. században

## A Magyar Fejedelemség vezetőinek külföldi forrásokban szereplő megnevezései
- kende, gyula és harka
- βοεβόδος = vajda, egyedül Levedivel összefüggésben vetődik fel,[18] akinek feltehetően nem ez volt az eredeti méltósága
- μέγας άρχων (megas arkhon), µέγας Τουρχίας αρχων = nagyfejedelem, Turkia nagyfejedelme,[19] illetve Turkia nagy fejedelme.
- korol = király[20]
- a 10. századi támadó háborúkkal összefüggésben találkozhatunk Sur rex és Leli dux rangjával;[21] Dursac, Bogát és Prokuj szintén királyként szerepel különböző nyugati kútfőkben